# Man Gave Names to All the Animals
Man Gave Names to All the Animals è un brano musicale di Bob Dylan tratto dal suo album Slow Train Coming del 1979. La canzone venne pubblicata come singolo in alcune nazioni europee, diventando un successo da classifica in Francia e Belgio. Tuttavia, la canzone è stata anche definita da alcuni critici la "peggior canzone composta da Dylan". In un sondaggio ai lettori fatto dalla rivista Rolling Stone, Man Gave Names to All the Animals si classificò in quarta posizione nella lista delle dieci peggiori canzoni di Bob Dylan.

## Descrizione
Musicalmente Man Gave Names to All the Animals è influenzata dal reggae e possiede una cadenza da filastrocca. Le parole del testo si ispirano al libro della Genesi della Bibbia, versetti 2:19–20, nei quali Adamo assegna un nome a ogni animale. La terza strofa di ogni verso in inglese fa rima con il nome dell'animale, tranne nell'ultima dove il testo sembra prendere una piega leggermente sinistra:
Slithering his way through the grass

Saw him disappear by a tree near a lake»
che si faceva strada tra l'erba sibilando

lo vide sparire dietro un albero vicino al lago»
(Man Gave Names to All the Animals, Bob Dylan)
Il verso termina così, con la musica che prosegue ma senza nominare il serpente (snake per far rima con lake). In concerto, talvolta Dylan spiegava cosa significasse per lui il concetto del serpente biblico all'epoca. Per esempio, durante un'esibizione a Pittsburgh nel maggio 1980, Dylan confermò che l'animale della strofa finale è lo stesso serpente che apparve ad Adamo ed Eva nel giardino dell'Eden. Nelle parole di Dylan, Lucifero infuse il suo spirito malvagio nel serpente, e Gesù in seguito morì non solo per la remissione dei peccati dell'umanità ma anche per distruggere l'operato del diavolo. Nonostante l'ovvia fonte biblica della canzone, Dylan evitò qualsiasi riferimento esplicito ad Adamo ed Eva, attribuendo la colpa della caduta dell'uomo esclusivamente al serpente demoniaco. Il critico musicale Michael Gray trovò interessante il fatto che Dylan eviti di incolpare Eva per la cacciata dell'uomo dal paradiso terrestre, lodando che egli abbia sbrigativamente "interrotto la canzone all'arrivo sulla scena del serpente".
Secondo la corista Regina Havis Brown, originariamente Dylan non era sicuro se includere o meno Man Gave Names to All the Animals in Slow Train Coming. Ma quando Dylan sentì il figlioletto di tre anni della Brown ridere al testo della canzone, si convinse definitivamente.
Il testo della canzone è stato adattato per un libro per bambini pubblicato dalla Harcourt nel 1999, con illustrazioni ad opera di Scott Menchin.

## Esecuzioni dal vivo
Dylan eseguì regolarmente Man Gave Names to All the Animals in concerto tra il 1979 e il 1981, e poi ancora nel corso del suo tour europeo del 1987. In concerto spesso modificava l'ordine degli animali citati nel brano.

## Accoglienza
Rolling Stone descrisse la canzone "ingegnosa" ma "non molto profonda" e comprensibile il fatto che avesse "molti detrattori". Lo scrittore John Nogowski la definì "imbarazzante", "sciocca" e "semplicemente orribile". Di diverso parere il critico musicale Michael Gray che lodò musicalmente la traccia come uno dei brani migliori di Slow Train Coming, facendone notare l'umorismo, l'orecchiabilità da filastrocca e il tono ironico in netto contrasto con il fondamentalismo delle altre canzoni scritte da Dylan in quel periodo.

## Cover
Man Gave Names to All the Animals è stata reinterpretata da numerosi artisti, inclusi Townes Van Zandt, The Singing Kettle e The Wiggles.